# Smolęcin (Kołbaskowo)

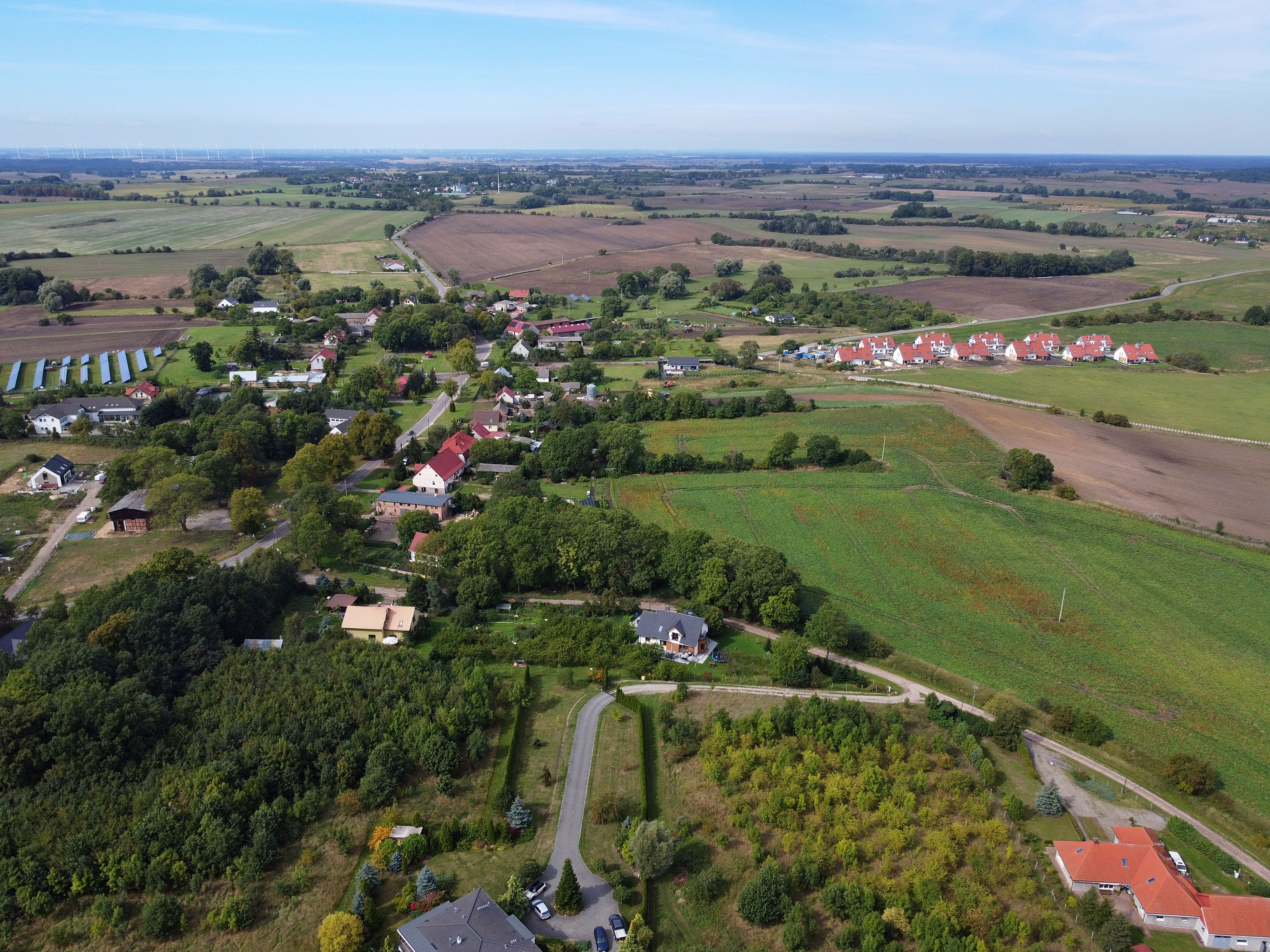
Ortsbild von 2022

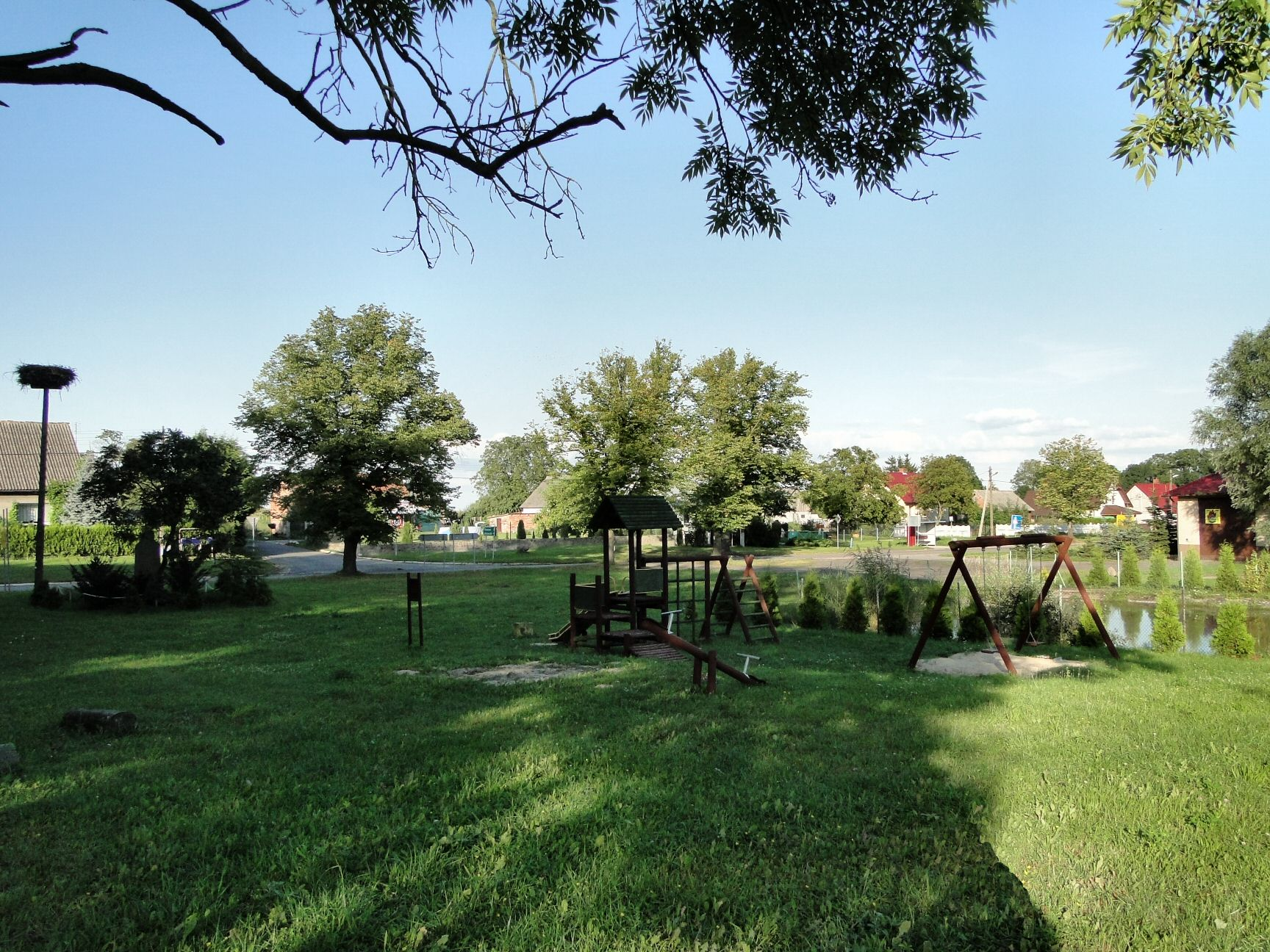
Dorfplatz

Smolęcin (deutsch Schmellenthin) ist ein Dorf in der polnischen Woiwodschaft Westpommern. Das Dorf bildet einen Teil der Gmina Kołbaskowo (Landgemeinde Kolbitzow) im Powiat Policki (Pölitzer Kreis).

## Geographische Lage
Der Ort liegt in Vorpommern, etwas abseits vom linken Oder-Ufer, etwa elf Kilometer südwestlich von Stettin (Szczecin) und etwa 23 Kilometer südlich von Police (Pölitz).

## Geschichte
Schmellenthin bildete früher eine Landgemeinde im Landkreis Randow, nach Auflösung dieses Kreises seit dem 15. Oktober 1939 im Landkreis Greifenhagen der preußischen Provinz Pommern des Deutschen Reichs.
Nach der Besetzung der Region im Zweiten Weltkrieg durch die Rote Armee 1945 wurde Schmellenthin zusammen mit Teilen Vorpommerns und mit Hinterpommern (militärische Sperrgebiete jedoch ausgenommen) seitens der sowjetischen Besatzungsmacht der Volksrepublik Polen zur Verwaltung unterstellt. Danach begann die Zuwanderung von Polen. Der Ortsname wurde zu „Smolęcin“ polonisiert. In der Folgezeit wurde die einheimische Bevölkerung von der polnischen Administration aus dem der sowjetischen Besatzungszone angegliederten Teil des Kreisgebiets vertrieben.

### Demographie
| Jahr | Einwohner | Anmerkungen                                   |
| ---- | --------- | --------------------------------------------- |
| 1925 | 188       | darunter 186 Evangelische und zwei Katholiken |
| 1933 | 186       | [ 2 ] [ 5 ]                                   |
| 1939 | 188       | [ 5 ]                                         |